# Peter Reif
Peter Reif (13 de agosto de 1953, Austria) es un ex piloto austriaco de Rally raid de camiones, campeón de Rally Dakar.

## Carrera deportiva
Empezó compitiendo en la categoría de autos sin embargo en el Rally Dakar de 1991 debuta en la categoría de camiones.
Se consagró campeón de dicha categoría en el Rally Dakar de 1997, con la escudería Hino Motors, superando a sus compañeros de equipo Yoshimasa Sugawara y Joseph Petit. 
A partir de la edición de 1999, la categoría de camiones tienen sus propios ganadores de etapa, siendo el único año en la que ganó etapas en la edición de Rally Dakar de 2001 en 3 de las mismas.

## Resultados

### Rally Dakar
| Año     | Categoría | Vehículo    | Copilotos                               | Posición | Etapas |
| ------- | --------- | ----------- | --------------------------------------- | -------- | ------ |
| 1988    | Coches    | Range Rover | Johann Deinhofer                        | Ret.     | -      |
| 1991    | Camiones  | Hino Ranger | Johann Deinhofer                        | 7.º      | -      |
| 1992    | Camiones  | Hino Ranger | Johann Deinhofer                        | 4.º      | -      |
| 1997    | Camiones  | Hino Ranger | Johann Deinhofer                        | 1.º      | -      |
| 1999    | Camiones  | MAN         | Johann Deinhofer - Holger Hermann Roth  | 8.º      | -      |
| 2000    | Camiones  | MAN         | Johann Deinhofer - Holger Hermann Roth  | 10.º     | -      |
| 2001    | Camiones  | MAN         | Gunter Pichlbauer - Holger Hermann Roth | 3.º      | 3      |
| 2002    | Camiones  | MAN         | Gunter Pichlbauer - Holger Hermann Roth | 4.º      | -      |
| 2004    | Camiones  | MAN         | Gunter Pichlbauer - Chris Leidl         | 10.º     | -      |
| 2005    | Camiones  | MAN         | Gunter Pichlbauer - Stefan Huber        | 9.º      | -      |
| 2006    | Camiones  | MAN         | Gunter Pichlbauer - Stefan Huber        | 10.º     | -      |
| 2009    | Camiones  | MAN         | Gunter Pichlbauer - Andreas Holzl       | 28.º     | -      |
| Fuente: |           |             |                                         |          |        |